# De-lovely
De-Lovely (De-Lovely: Vida y amores de Cole Porter, en Hispanoamérica) es una película estadounidense sobre el compositor musical Cole Porter protagonizada por Kevin Kline, Ashley Judd, Jonathan Pryce, Diana Krall, Elvis Costello y Robbie Williams. Se estrenó en los Estados Unidos el 2 de julio de 2004.

## Argumento
1964. Un moribundo Cole Porter (Kevin Kline) está sentado a solas en su piso de Nueva York, tocando al piano una melodía melancólica y familiar. De repente, aparece un extraño misterioso -Gabe- quien lleva a Cole a un teatro vacío en el que Gabe está dirigiendo una versión para el teatro de la vida de Cole. Todas las figuras clave de su pasado aparecen sobre el escenario para volver a representar su vida -amores, amigos, colegas y quien es más importante, su mujer Linda (Ashley Judd). 
Empieza la primera escena... En un salón de París de los años veinte, Cole conoce a Linda. Se enamoran inmediatamente, rendidos ante el encanto y la belleza del otro, disfrutando de su ingeniosa compañía en las deslumbrantes fiestas de la Era del Jazz. Linda ve la genialidad de las canciones de Porter y está dispuesta a mantener esa genialidad por encima de todo -ama su talento tanto como lo ama a él. Porter ve en Linda a una compañera estable y a un indulgente apoyo en su trabajo y en su estilo de vida, alguien que ve cómo es realmente y, a pesar de todo eso, lo ama. Ambos se casan pese a las advertencias de Cole de que no va a ser capaz de llenarla por completo. A ella no le importa y es plenamente consciente de sus aventuras con hombres, pero le dice que mientras esté allí con ella y la quiera, ella puede vivir con esa carga.
En los años de matrimonio, Cole se muestra indeciso entre el genuino amor que siente por Linda y su pasión por las fiestas salvajes, la bebida y los hombres guapos. A medida que la fama de Cole empieza a crecer y se suceden los éxitos teatrales, Linda empieza a preocuparse cada vez más porque la balanza en sus vidas está decantándose a favor de una existencia disipada. Cuando ella sufre un aborto espontáneo y pierde a su muy deseado bebé, ambos deciden trasladarse a vivir a Hollywood para empezar de nuevo. Agasajados por L.B. Mayer, el jefe del estudio durante la edad de oro de la MGM, Cole escribe películas musicales sin mucha inspiración pero con gran éxito comercial.
Las públicas y notorias locuras de Cole en la ciudad (y una subsiguiente amenaza de chantaje) hacen que Linda deje a Cole para regresar a París. Montando a caballo una mañana y en un exceso de confianza, Cole deja a su caballo galopar descontroladamente. El caballo se cae tirando a Cole al suelo y aplastándolo con su peso, dejándole severas lesiones que le acompañarán para el resto de su vida. Linda regresa de París para cuidar de él y el médico que atiende a Porter le dice que la amputación de una, o quizás de ambas piernas, es la mejor solución para su dolencia. Ella responde al doctor que con absoluta certeza Cole prefiere vivir con dolores y molestias y medicándose constantemente antes de sufrir la vergüenza de perder las piernas. Con su orgullo intacto, podría vencer el sufrimiento y seguir trabajando; si no puede escribir música, entonces su vida carecería de sentido.
Cole y Linda se van a vivir a la plácida y tranquila Williamstown donde Cole escribe decepcionantes obras de teatro musicales. Sin inmutarse por ello, ni por la insoportable agonía de su condición, Cole empieza a trabajar en el que se va a convertir en el mayor éxito de toda su vida: "Kiss Me, Kate". En la noche de estreno del musical, Cole obtiene un triunfo abrumador, pero Linda se ve obligada a quedarse en casa, gravemente enferma, perdiéndose así el mayor éxito de su amado. Cuando Linda pronuncia sus últimas palabras, ella y Cole hablan del amor que sienten el uno por el otro. A pesar de los muchos obstáculos que han tenido que vencer y la pena de Cole por no haberle sabido hacer feliz en la medida que lo merecía, su amor sigue siendo tan puro y tierno como cuando se conocieron. Tras el funeral de Linda, Cole entra en el salón de música de su casa con sus amigos más estrechos, haciendo referencia a sus relaciones a través de sus canciones. La versión teatral de la vida de Cole que ha estado ayudando a dirigir a Gabe se fusiona con las historias de su cabeza, y otra vez de nuevo todos los personajes de su vida están presentes, cantando encima del escenario.
De repente, Cole está otra vez solo; un hombre viejo e inválido, en su oscuro piso de Nueva York. Todavía a la búsqueda de la canción de amor por excelencia, una que al fin pueda expresar lo que siente por Linda, Cole se sienta al piano y empieza a tocar "In the Still of the Night", con suavidad para sí mismo. Llega una mano para darle una rosa. Es Linda, joven y hermosa una vez más, como lo es ahora él. Se agarran la mano por última vez, juntos como jóvenes amantes, mientras las luces se desvanecen poco a poco.

## Elenco
- Kevin Kline como Cole Porter.
- Ashley Judd como Linda Lee Thomas-Porter.
- Jonathan Pryce como el arcángel Gabriel.
- Kevin McNally como Gerald Murphy.
- Sandra Nelson como Sarah Murphy.
- Allan Corduner como Monty Woolley.
- Peter Polycarpou como Louis B. Mayer.
- Keith Allen como Irving Berlin.
- James Wilby como Edward Thomas.
- Kevin McKidd como Bobby Reed.
- Richard Dillane como Bill Wrather.
- John Barrowman como Jack.
- Peter Jessop como Sergei Diaghilev.
- Edward Baker-Duly como Borís Kojnó.
- Jeff Harding como Cody.
- Caroline O'Connor como Ethel Merman.
- Alanis Morissette como una intérprete.
- Diana Krall como una intérprete.
- Robbie Williams como un intérprete.

## Recepción crítica y comercial
Según la página de Internet Rotten Tomatoes obtuvo un 49% de comentarios positivos, llegando a la siguiente conclusión: "Los números musicales salvan la película de los tópicos."
Según la página de Internet Metacritic obtuvo críticas mixtas, con un 53%, basado en 33 comentarios de los cuales 15 son positivos.
Recaudó en Estados Unidos algo más de 13 millones de dólares, en una distribución máxima de 410 salas en dicho país. Sumando las recaudaciones internacionales la cifra asciende a 18 millones. Su presupuesto fue de 15 millones.

## Premios

### Globos de Oro
| Año  | Categoría                        | Persona     | Resultado |
| ---- | -------------------------------- | ----------- | --------- |
| 2005 | Mejor Actriz - Comedia o musical | Ashley Judd | Candidata |
| 2005 | Mejor actor - Comedia o musical  | Kevin Kline | Candidato |

## DVD
De-Lovely salió a la venta el 9 de marzo de 2005 en España, en formato DVD. El disco contiene tráiler original de cine, comentario en audio de Irwin Winkler (Director) y Kevin Kline, Detrás de las cámaras: cómo se hizo De Lovely, música De Lovely, anatomía de una escena: sé un payaso, anatomía de una escena: amor a la venta, banda sonora del Spot y 9 escenas eliminadas.